# Opius virentis
Opius virentis är en stekelart som beskrevs av Fischer 1965. Opius virentis ingår i släktet Opius och familjen bracksteklar. Inga underarter finns listade i Catalogue of Life.